# Ángel Brunell
Ángel Óscar Brunell (Tacuarembó, Uruguay, 2 de febrero de 1945) es un futbolista retirado y entrenador uruguayo. Se destacó en su paso por el Club Nacional de Football de Uruguay, con el cual fue campeón de la Copa Libertadores y la Copa Intercontinental en 1971.

## Clubes

### Como futbolista
| Club                    | País    | Año       |
| ----------------------- | ------- | --------- |
| Wanderers de Tacuarembó | Uruguay | 1963      |
| Danubio                 | Uruguay | 1964-1968 |
| Nacional                | Uruguay | 1968-1972 |
| Fluminense              | Brasil  | 1973-1975 |
| Everton                 | Chile   | 1976      |
| Colo-Colo               | Chile   | 1977-1979 |
| Rentistas               | Uruguay | 1980      |

### Como entrenador
| Club       | País    | Año  |
| ---------- | ------- | ---- |
| Rentistas  | Uruguay | 1980 |
| Tacuarembó | Uruguay | 1981 |

## Palmarés

### Campeonatos nacionales
| Título           | Club     | País    | Año  |
| ---------------- | -------- | ------- | ---- |
| Primera División | Nacional | Uruguay | 1969 |
| Primera División | Nacional | Uruguay | 1970 |
| Primera División | Nacional | Uruguay | 1971 |
| Primera División | Nacional | Uruguay | 1972 |
| Primera División | Everton  | Chile   | 1976 |

### Copas internacionales
| Título                | Club     | País    | Año  |
| --------------------- | -------- | ------- | ---- |
| Copa Libertadores     | Nacional | Uruguay | 1971 |
| Copa Intercontinental | Nacional | Uruguay | 1971 |
| Copa Interamericana   | Nacional | Uruguay | 1972 |